# Katslösa socken
Katslösa socken i Skåne ingick i Ljunits härad, ingår sedan 1971 i Skurups kommun och motsvarar från 2016 Katslösa distrikt.
Socknens areal är 10,01 kvadratkilometer varav 9,92 land. År 2000 fanns här 223 invånare. Kyrkbyn Katslösa med sockenkyrkan Katslösa kyrka ligger i socknen. 

## Administrativ historik
Socknen har medeltida ursprung. 
Vid kommunreformen 1862 övergick socknens ansvar för de kyrkliga frågorna till Katslösa församling och för de borgerliga frågorna bildades Katslösa landskommun. Landskommunen uppgick 1952 i Rydsgårds landskommun som uppgick 1971 i Skurups kommun. Församlingen uppgick 2002 i Villie församling.
1 januari 2016 inrättades distriktet Katslösa, med samma omfattning som församlingen hade 1999/2000. 
Socknen har tillhört län, fögderier, tingslag och domsagor enligt vad som beskrivs i artikeln Ljunits härad. De indelta soldaterna tillhörde Södra skånska infanteriregementet, Vemmenhögs kompani och Skånska dragonregementet, Vemmenhögs skvadron, Boreby kompani.

## Geografi
Katslösa socken ligger nordväst om Ystad med Skivarpsån i väster. Socknen är en odlad småkuperad slättbygd på Söderslätt.

## Fornlämningar
Från stenåldern är sju boplatser funna. Från bronsåldern finns sju gravhögar. 

## Namnet
Namnet skrevs 1314 Kastlöse och kommer från kyrkbyn. Efterleden är lösa, 'glänta; äng'. Förleden innehåller kast, 'något uppkastat; jordvall'